# Василий (Лэзэреску)
Митрополи́т Васи́лий (рум. Mitropolitul Vasile, в миру Василе Лэзэреску, рум. Vasile Lăzărescu; 1 января 1894, Ядань, жудец Тимиш — 21 февраля 1969, Монастырь Черника) — епископ Румынской православной церкви, митрополит Банатский.

## Биография
Родился 1 января 1894 года в селе Ядани (в настоящее время коммуна Корнешть, жудец Тимиш), получив при крещении имя Василий. Окончил 6-летнюю начальную школу в Ядани, затем семья отправляет его на учёбу в венгерскую государственную гимназию в Тимишоаре.
В 1912 году он поступил на богословский факультет Черновицкого университета. Также как и Тимишоара, Черновцы были тогда частью Австро-Венгерской империи, который окончил в 1919 году, получив степень доктора философии.
В 1920—1924 годы работал профессором догматики, апологетики и морали в Богословском институте имени Андрея Шагуны в Сибиу и профессором догматики. В 1924—1933 годы был профессором догматики и апологетики в Богословской академии в Орадя.
В 1925—1931 годы был редактором епархиального издания «Legea românească».
7 ноября 1926 года епископ Орадский Роман (Чорогарю) рукоположил его в сан диакона в состоянии целибата, а на следующий день — в сан священника. Как священнику ему было поручено заниматься духовным ростом студентов богословов в качестве духовника. В том же году получил звание иконома-ставрофора.
Великим постом 1928 года в Монастыре Бодрог в Банате был пострижен в монашество, сохранив имя Василий. Всего через несколько месяцев вы получите звания синкелла и протосинкелла, а в 1929 году был возведён в сан архимандрита.
21 октября 1933 года решением Священного синода был избран епископом Карансебешским. 31 декабря того же года состоялась его епископская хиротония, а 15 апреля 1934 года — интронизация.
12 июня 1940 года избран епископом Тимишоарским. Его интронизация состоялась 25 марта 1941 года.
Он руководил работами по строительству Православного Собора в Тимишоаре, который был освящён 6 октября 1946 года.
В апреле 1947 года Тимишоарская епархия была возведена в ранг архиепископии, а в связи с чем епископ Василий стал архиепископом. 3 июля 1947 года была создана Банатская митрополия, в связи с чем он стал первым митрополитом Банатским. В состав митрополии вошли Тимишоарская архиепископия, которую продолжал возглавлять митрополит Василий, и Карансебешская епархия. Его интронизация состоялась 26 октября того же года.
В феврале 1949 года Карансенбешская епархия была упразднена по давлением коммунистических властей. В состав Банатской митрополии была передана Арадская епархия, чтобы объединённая Тимишоарская и Карансебешская архиепископия не оставалась единственной епархией в митрополии.
Руководил деятельностью теологических академий в Карансебеше и Ораде, куда бежал из Тимишоары после 1941 года, а также епархиальных изданий «Foaia Diecezană» в Карансебеше, «Biserica Bănățeană» в Тимишоаре, журналов «Duh și Adevăr», «Mitropolia Banatului», «Calendarul Eparhial».
18 декабря 1961 году по требованию властей митрополит Василий был вынужден уйти на покой с обязательным пребыванием в монастыре Черника, где он и скончался 21 февраля 1969 года. Похоронен в своём родном селе. Только в 1993 году его останки, согласно его желанию, были перезахоронены крипте кафедрального собора в Тимишоарн.